# Mandarancio
Il termine mandarancio si riferisce al gruppo di agrumi ibridi tra il mandarino e l'arancio. Nella storia (XX secolo) è stato il nome che si diede al frutto chiamato mandarino tardivo. Il termine venne accettato per tali ibridi, ma venne poco usato e se ne preferirono le singole denominazioni di tipo commerciale (vedi sotto, "categorie americane").

## Descrizione
La pianta dei mandaranci è il tipico citrus simile agli aranci più vicini ai mandarini, ma le differenze non sono significative in quanto tutte le varietà cercano di emergere e fare conservare le caratteristiche insite del mandarancio (frutto). Dagli innesti si ottengono le piante robuste e resistenti agli agenti atmosferici avversi. Il mandarancio conserva la buccia sottile e morbida del mandarino, che viene tolta con estrema facilità (caratteristica del frutto).  Anche la divisione in spicchi è semplice come nei mandarini tardivi ed è una caratteristica ottimale dei mandaranci. La derivazione dall'arancio gli conferisce un gusto deciso e un perfetto equilibrio agro-dolce. Le caratteristiche primarie che si perdono con l'ibridazione sono due: diversamente dalle piante progenitrici, i frutti di mandarancio maturano presto sui rami e i frutti non continuano la maturazione una volta raccolti, quindi la raccolta deve essere programmata. 
L'ibridazione (innesto selettivo) ha determinato, nel frutto del mandarancio, un'imprevista perdita di potere nutrizionale calorico e ciò ha inserito il frutto del mandarancio nelle diete nutrizionali ipocaloriche.

## Categorie americane
La divisione in categorie generali dei citrus  è  molto controversa, e la parte più discussa è proprio quella sui mandaranci. Storicamente tutti gli agrumi provengono dall'Asia, ma gli studi asiatici non hanno molto influito sui tassonomisti europei, che hanno preferito seguire le proprie divisioni botaniche. Analogamente, pure gli statunitensi tendono a prendere in considerazione più le ricerche sul campo che le vecchie scuole di sistema. Ecco perché le categorizzazioni talvolta non combaciano.
In America il mandarancio più richiesto è il tangerino, che però in Europa viene considerato un mandarino, per cui le statistiche possono non essere chiare per un europeo. Non è infatti ben distinta la differenza tra i due agrumi.  
A complicare le cose è anche il satsuma, da sempre considerato il padre di tutti i mandarini americani, importato secoli fa dal Giappone, dove è chiamato Unshiu.
Si conviene sul fatto che "nella categorizzazione statunitense la specie dei mandarini comprende tutti i tipi di mandaranci". Pur esistendo varie scuole in merito, oggi si fa strada la divisione americana dei mandarini in quattro gruppi: a) gruppo classico (quello che in Italia viene chiamato mandarino), b) gruppo statunitense (satsuma/unshiu), c) gruppo mediterraneo (la varietà spagnola), d) gruppo comune (clementine e tangerini). È evidente che questa classificazione accomuna i mandarini con i loro ibridi mandaranci.

## Alcune varietà
Il mandarancio più antico è di certo l'Unshiu, ottenuto in Giappone più di quattro secoli fa, ma generalmente ritenuto ancora una varietà di mandarino. In Italia, il mandarancio che ha conquistato i mercati ortofrutticoli nei decenni è stato la varietà Clementina che la maggior parte degli esperti agronomi considera come specie, in quanto le sue caratteristiche sono risultate molto stabili. Attualmente viene prodotta in maniera industriale essendo l'agrume più richiesto sul mercato dopo l'arancia. È interessante il tangor, che sembra sia un ibrido di reincrocio tra l'arancio e un ibrido citrus reticulata x Citrus x sinensis. Molti altri tipi di mandaranci si trovano sul mercato, come cultivar (okitsu, monreal, oroval e altri). Alcuni agronomi fanno rientrare tra i mandaranci gli ibridi ottenuti con le fortunelle.